# 山本盛信
山本 盛信（やまもと もりのぶ、1854年4月22日（安政元年3月25日） - 1923年（大正12年）5月20日）は、日本の政治家、衆議院議員（1期）。

## 経歴
愛媛県出身。普通学を学ぶ。町会議員、町村連合会議員、郡会議員、区会議員、松山市会議員、愛媛県会議員、同副議長、同議長となる。また、(名)向陽社長、松山醤油、愛媛新報社各(株)社長、松山米穀株式取引所監査役、松山商業銀行取締役を務めた。
1903年の第8回衆議院議員総選挙において松山市選挙区から中正倶楽部公認で立候補して当選した。衆議院議員を1期務め、1904年の第9回衆議院議員総選挙では無所属で立候補して19票差で落選した。1923年に死去した。